# La mà de guido
La mà de guido és una editorial de música i discogràfica fundada per Llorenç Balsach i Peig l'any 1984. L'editorial amb més de vint-i-cinc anys d'existència va esdevenir imprescindible en la recuperació del patrimoni musical de Catalunya. Des dels principis fins al 2012 l'editorial ja va publicar unes 390 partitures i uns 350 CD. El nom prové de l'eina mnemotècnica, la mà guidoniana, una invenció atribuïda a Guido d'Arezzo al segle xi.

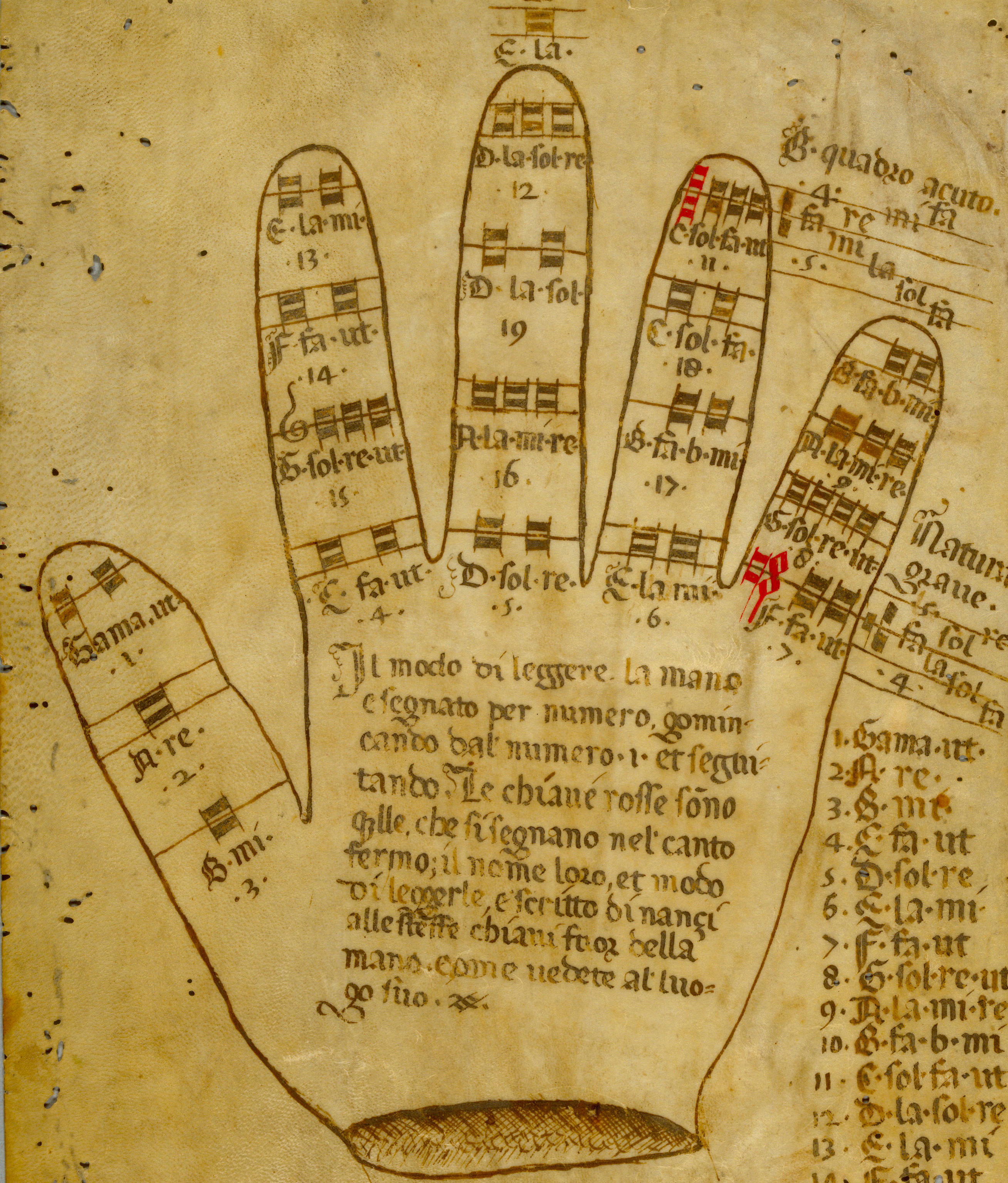
La mà de Guido

L'activitat originària de l'empresa va ser la creació del programari La mà de guido Music Setting System per a la realització de partitures a través d'ordinador. Va guanyar l'any 1984 el premi Simolog al millor programari (fira SIMO) i es va presentar internacionalment l'any 1986 a la Musikmesse Frankfurt on va tenir una molt bona acollida. Es va convertir en un dels tres primers programes professionals utilitzats a nivell mundial per les editorials de música (els altres dos eren, per aquells anys, l'americà SCORE i l'alemany Amadeus).
Des del 1988 l'empresa va iniciar les seves pròpies publicacions de partitures, en centrar-se en els compositors catalans de totes les èpoques, obres la majoria de les quals veien la llum per primera vegada. L'editorial ha publicat des de llavors obres inèdites d'autors del segle xviii com Francesc Valls i Galan, Josep Pla o Anselm Viola; de compositors del segle xix, com Joan Baptista Pujol, Felip Pedrell i Josep Rodoreda; de la primera meitat del segle XX com Enric Morera i Viura, Jaume Pahissa i Jo, Frederic Mompou o Joaquim Homs i també compositors actuals.
L'any 1995 va començar les edicions discogràfiques i ben aviat es va especialitzar en la recuperació del llegat musical ibèric amb primeres gravacions de compositors com Francesc Valls i Galan, Joan Baptista Comes i Joan Cererols, Joan Manén o Ricard Lamote de Grignon. Un any i mig després, per donar cabuda també a un repertori musical miscel·lani més ampli i internacional i també per fer una col·lecció de música actual, l'any 1996 l'empresa va crear el segell Ars Harmonica. L'any 2004 La mà de guido va iniciar una línia discogràfica de recuperació d'enregistraments històrics d'intèrprets catalans on es poden escoltar gravacions restaurades d'intèrprets com Isaac Albéniz, Enric Granados, Eduard Toldrà o Joan Massià.